# Deveta kula u Kaunasu
Deveta kula je bila jedna od kula u tvrđavi u gradu Kaunasu u Litvi.
Kada su grad okupirali Sovjeti, kula je prenamijenjena u zatvor odnosno u međupostaju za zatvorenike kojima se namijenilo konačno odredište u Gulagu.
Nakon što su njemački nacisti okupirali Litvu, kulu su koristili kao mjesto za smaknuća Židova, litvanskih građana i inih uhićenih sovjetskih građana.

## Zemljopisni položaj
Nalazi se na 54°56'41" sjeverne zemljopisne širine i 23°52'14" istočne zemljopisne dužine.

## Povijest
Koncem 19. stoljeća grad Kaunas (slav. Kovno) je bio utvrđen, a do 1890. godine ga je okružavalo 8 kula i devet bitnica i skoro su ga u potpunosti obuhvaćale zidine. S izgradnjom devete kule se počelo 1902. godine, a svršetak je bio užežin prvog svjetskog rata.
Od 1924. godine, prenamijenjena je u gradski zatvor.
Za vrijeme sovjetske okupacije 1940. – 1941. godine, NKVD je u devetoj kuli zatvarao političke zatvorenike, kao usputnu postaju za njihovo konačno odredište u gulazima u Sibiru.
Za vrijeme nacističke vlasti, deveta kula je bila mjestom masovnih smaknuća. Najmanje 5 tisuća stanovika Kaunasa, uglavnom onih odvedenih iz židovskog geta, je bilo prevezeno u devetu kulu i smaknuto. U to vrijeme se u devetoj kuli, pored domaćih, dovlačilo i smaknjivalo Židove iz Francuske, Austrije i Njemačke.
Kad su Sovjeti ušli nadirali 1944. godine, Nijemci su likvidirali geto i dotada znanu "tvrđavu smrti", a zatočenike se raspršilo po ostalim kampovima.
Nakon drugog svjetskog rata, Sovjeti su nastavili koristiti devetu kulu kao zatvor još nekoliko godina.
Od 1948. do 1958. godine u devetoj kuli su radile poljodjelske organizacije.
Preuređena je u muzej 1958. godine. U njemu je prva izložba održana 1959. godine u četirima ćelijama o zločinima Hitlerovog osoblja koje su isti počinili diljem Litve.
Godine 1960. su se ondje vršila ispitivanja i istraživanja masovnih smaknuća, radi utvrđivanja konkretnih mjestâ masovnih smaknuća, kao i događaja i osobâ koje su bile u svezi s time.

## Muzej
Muzej devete kule sadrži zbirke u svezi s genocidima i holokaustom, počinjenog za vrijeme sovjetske i nacističke vlasti. .
Spomenik žrtvama nacizma u devetoj kuli je napravio kipar A. Ambraziunas. Spomenik je podignut 1984., a visok je 32 metra. Masovna grobnica žrtava pokolja počinjenih u tvrđavi je travnjak označen jednostavnom, ali rječitom spomen-pločom ispisanom na nekoliko jezika. Na njoj piše "Ovo je mjesto gdje su nacisti i njihovi pomagači ubili više od 30 tisuća Židova iz Litve i ostalih europskih zemalja."

## Vanjske poveznice
- Muzej Devete kule u Kaunasu
- Stranica o Devetoj kuli u Kovnu autora Jose Gutsteina